# فيكتور كاريو
فيكتور هوغو كاريو كازانوفا (بالإسبانية: Víctor Hugo Carrillo Casanova) (ولد في 30 أكتوبر 1975)، هو حكم كرة قدم بيروفي. بدأ مسيرته كحكم في الدوري المحلي، ثم أصبح يدير مباريات في مسابقتي كأس ليبرتادوريس وكوبا سود أمريكانا، بالإضافة إلى إدارته عدة مباريات على الصعيد الدولي في تصفيات كأس العالم 2014 ومباريات ودية.
كاريو كان من ضمن قائمة الحكام الذين تم اختيارهم لمسابقة كأس العالم للأندية 2010 التي أقيمت في الإمارات. وأدار عدة مباريات أيضًا في مسابقة كأس العالم تحت 17 سنة 2011.

## وصلات خارجية
- فيكتور هوغو كاريو على موقع Soccerway.com (الإنجليزية)
- بيانات فيكتور هوغو موقع Soccerway
- بيانات فيكتور هوغو نسخة محفوظة 4 مارس 2016 على موقع واي باك مشين. موقع World Referee